# Vakaga
Vakaga ist eine Präfektur im Nordosten der Zentralafrikanischen Republik mit der Hauptstadt Birao. Die Präfektur ist nur dünn besiedelt, so beträgt die Größe der Präfektur 37.830 km², während mit Stand 2022 nur 83.188 Einwohner gemeldet wurden. Der einzige bekannte Rohstoff der Provinz sind Diamanten. 
Vakaga ist unterteilt in 4 Subpräfekturen (jeweils mit ihrer Hauptstadt in Klammern):
- Birao (Birao)
- Am Dafok (Am Dafok)
- Ouanda Djallé (Ouanda Djallé)
- Ouandja (Ouandja)

## Geografie
Die Präfektur liegt im Norden des Landes und grenzt im Nordwesten an den Tschad, im Nordosten an den Sudan, im Südosten an die Präfektur Haute-Kotto und im Südwesten an die Präfektur Bamingui-Bangoran.
Sämtliche Flüsse, die der Präfektur entspringen, münden in den Bahr Aouk, der zum Flusssystem des Schari im Tschadbecken gehört.
Der höchste Berg der Provinz ist der 1330 Meter hohe Mont Toussoro im Bongo-Massiv. Im Südosten stehen ca. 5900 km² der Provinz unter Naturschutz durch den 1960 eingerichteten Nationalpark André-Félix und seiner Pufferzone, dem Yata-Ngaya-Naturschutzgebiet.
Im Westen der Provinz liegen die Naturschutzgebiete Réserve de faune de l'Aouk-Aoukalé und Réserve de faune de l'Ouandjia-Vakaga, die insgesamt 8251 km² umfassen und zum Nationalparkkomplex Manovo-Gounda Saint Floris gehören.
Die Flora und Fauna ist sehr reichhaltig und wird im Norden vom Vegetationstyp der Östlichen Sudan-Savanne und im Süden von der Nördlichen Kongo-Wald Savanne bestimmt.

## Bevölkerung
In Vakaga leben Ethnien, die auch im Sudan bzw. im Südsudan vertreten sind: Goula, Rounga, Sara-Kaba, Kara.

## Geschichte
Das Gebiet, das heute in den Präfekturen Vakaga und Bamingui-Bangoran liegt, wurde auch vor der Kolonialzeit immer wieder von Konflikten erschüttert. Es lag im Gebiet der arabischen Sklavenjäger; es bildeten sich kleinere Städte, von denen der Sklavenhandel aus betrieben wurde, und die sich stets bekriegten. Dies und die andauernde Jagd nach Sklaven entvölkerte die Region, was sich bis heute bemerkbar macht. Auch zu Zeiten der französischen Kolonie wurde die Gegend vernachlässigt. Es wurden zwar Rohstoffe ausgebeutet, aber die Infrastruktur (Straßen, Krankenhäuser, Bildung) wurde stark vernachlässigt. Auch nach der Unabhängigkeit änderte sich dies nicht – die Regierungen in Bangui hatten keine Vorstellungen über oder Pläne für die Region und sie suchten keine Lösungen für die Konflikte der Region. Hilfe wird inzwischen eher aus dem Sudan erwartet als aus Bangui. Es entstand eine tiefe Unzufriedenheit, die sich in der Bildung von Rebellengruppen, wie der Séléka, manifestierte. Auf diese Weise konnte sich die Bevölkerung Gehör verschaffen. Die muslimischen Rebellen greifen jedoch, genau wie die sie bekämpfenden christlichen Rebellen oder die Armee des Staates, die lokale Bevölkerung an, um sich beispielsweise Lebensmittel zu verschaffen. Viele junge Leute schließen sich auch Rebellengruppen an, weil aufgrund der hohen Arbeitslosigkeit keine Perspektiven und damit Alternativen existieren.
Seit Mitte 2006 kam es in Vakaga zu Kämpfen zwischen Rebellen und Regierungstruppen, bei denen eine große Anzahl der Bevölkerung vertrieben wurde. Die Präfektur ist vom Rest des Landes abgeschnitten, da sie seit Jahren nicht unter der Kontrolle der Zentralregierung, sondern unter der von Rebellen ist. Waren werden von sudanesischen Händlern aus der Region Darfur importiert. Diese zahlen Abgaben an die Rebellen und verschaffen diesen beispielsweise auch Munition.